# Radomiak SA
A Radomiak SA (vagy Radomiak Radom) egy labdarúgócsapat Radomban, Lengyelországban, jelenleg az első osztályban szerepelnek a 2020–21-es feljutásuk óta. A csapatot 1910-ben alapították.

## Játékoskeret
2022. július 17. szerint.
| #  |     | Poszt | Név                                                      |
| -- | --- | ----- | -------------------------------------------------------- |
| 1  | POL | K     | Gabriel Kobylak (kölcsönben a Legia Warszawa csapatától) |
| 2  | RSA | KP    | Thabo Cele                                               |
| 3  | POR | V     | Pedro Justiniano                                         |
| 4  | POL | V     | Maciej Świdzikowski                                      |
| 5  | POL | V     | Dariusz Pawłowski                                        |
| 7  | CPV | KP    | Lisandro Semedo                                          |
| 8  | BRA | KP    | Luizão                                                   |
| 9  | BRA | CS    | Leândro Rossi                                            |
| 10 | SUI | KP    | Roberto Alves                                            |
| 11 | POL | KP    | Daniel Pik                                               |
| 12 | POL | K     | Albert Posiadała                                         |
| 13 | BRA | CS    | Maurides                                                 |
| 14 | POL | V     | Damian Jakubik                                           |
| 16 | POL | V     | Mateusz Cichocki                                         |
| 17 | POR | CS    | Leandro Rocha                                            |
| 20 | POR | KP    | Luís Machado                                             |
| 21 | POL | KP    | Jakub Snopczyński                                        |

| #  |     | Poszt | Név                                                 |
| -- | --- | ----- | --------------------------------------------------- |
| 22 | POR | KP    | Tiago Matos                                         |
| 23 | POR | KP    | Filipe Nascimento                                   |
| 24 | POL | KP    | Nikolas Korzeniecki                                 |
| 29 | BRA | V     | Raphael Rossi                                       |
| 30 | POL | V     | Mateusz Grzybek                                     |
| 32 | POL | K     | Jan Szpaderski                                      |
| 33 | POL | V     | Dawid Abramowicz                                    |
| 35 | POL | KP    | Daniel Łukasik                                      |
| 36 | POL | V     | Aleksander Gajgier                                  |
| 75 | POL | K     | Jakub Ojrzyński (kölcsönben a Liverpool csapatától) |
| 90 | POL | KP    | Jakub Nowakowski                                    |
| 97 | POL | CS    | Dominik Sokół                                       |
| 99 | POL | CS    | Michał Feliks                                       |
|    | POL | K     | Michał Jerke                                        |
|    | COD | V     | Jonathan Simba Bwanga                               |
|    | BRA | KP    | Rhuan                                               |

## Sikerek
I Liga (másodosztály)
- Győztes (2): 1984, 2020–21